# Rammbergets naturreservat
Rammbergets naturreservat är ett naturreservat i Kramfors kommun i Västernorrlands län.
Området är naturskyddat sedan 2020 och är 51hektar stort. Reservatet omfattar sydsluttningen av Rammberget som utgör den sydligaste udden på Mjällomshalvön i Höga kusten. Reservatet består av tallskog i kuperad terräng med inslag av gran, björk och asp.